# حمام سیه‌رود
حمام سیه‌رود مربوط به دوره قاجار است و در شهرستان جلفا، بخش سیه‌رود، شهر سیه‌رود واقع شده و این اثر در تاریخ ۲۸ اسفند ۱۳۸۵ با شمارهٔ ثبت ۱۸۹۰۲ به‌عنوان یکی از آثار ملی ایران به ثبت رسیده است.